# Zebil (okręg Tulcza)
Zebil – wieś w Rumunii, w okręgu Tulcza, w gminie Sarichioi. W 2011 roku liczyła 1324 mieszkańców.